# Fragmentação de habitat
A fragmentação de habitat é o processo de divisão e modificação das áreas de ocupação de uma espécie. É definida, por conceito, como "o conjunto de mecanismos que levam a descontinuidade na distribuição espacial dos recursos e condições presentes em uma área, em escala, que afeta a ocupação, reprodução e sobrevivência de uma espécie". Pode ser causada por perturbações ambientais de origem natural (desastres naturais) ou antropogênicos (atividades humanas). Trata-se de um ponto principal abordado biologia da conservação, com forte ligação sobre o bem-estar e sobrevivência das espécies.

## Descrição
A fragmentação de habitats representa a transição de uma área nativa, uma vez inteira, em duas ou mais partes distintas. É resultante da modificação de paisagem nativa em uma matriz não natural composta por remanescentes menores (fragmentos ou manchas de habitat) separados entre si. Os efeitos da fragmentação sofrem forte influência do tipo de matriz não natural que se instala entre os fragmentos. A fragmentação ocorre, em termos gerais, atrelado a uma perda de habitats, onde a soma de seus fragmentos é menor do que a paisagem original. Essas mudanças na composição da paisagem levam a um empobrecimento na qualidade dos habitats dependendo principalmente do tamanho atual de cada fragmento. Nas bordas, onde os efeitos da fragmentação são mais acentuados (ver efeito de borda), há uma mudança ainda mais intensa na qualidade do habitat, sendo muito mais pobres para espécies de interior e mais ricos para espécies especialistas de bordas. 

## Escalas de fragmentação
A fragmentação ocorre em escalas espaciais, com efeitos diferenciados sobre os níveis organizacionais de uma espécie, população ou indivíduo. Johnson (1980)  definiu três níveis de escalas espaciais de fragmentação: ao nível de extensão geográfica de uma espécie; ao nível de área ocupada por um grupo social ou população de uma espécie; e em locais específicos dentro da área de ocupação de um indivíduo.

## "Único Grande ou Vários Pequenos"
Nas décadas de 1970 e 1980 houve grande repercussão sobre duas opções principais de conservação da biodiversidade: Um único fragmento grande, ou vários pequenos fragmentos de área equivalente ao fragmento grande (SLOSS, em inglês - "Single Large or Several Small"). Nesta questão pode ser bastante relevante o tamanho do fragmento pequeno e o grau de isolamento entre eles. Embora em alguns casos fragmentos pequenos possam abrigar mais espécies do que um fragmentos grande, por representarem áreas com características distintas, e logo com composições menos similares, por outro lado, um fragmento grande é uma melhor opção em termos de manutenção das espécies a longo prazo, pois, contém em geral populações maiores, que são assim, mais resistentes a flutuações ambientais, demográficas ou genéticas, além de serem menos impactados pelos efeitos de borda Por fim, estratégias de conservação que permitam manter as espécies por um longo prazo devem dar prioridade a grandes fragmentos, o que acaba por sustentar o mecanismo conhecido como "regime de condomínio", que visa a não contabilização de pequenos fragmentos de reserva legal por propriedade, mas sim um agrupamento por bacia hidrográfica ou mesmo por bioma. De forma a agrupar essas áreas em fragmentos maiores e assim aumentar seu valor biológico. 

## Extensão e padrões de fragmentação
A extensão e o padrão de fragmentação indicam o tamanho, forma, configuração e distribuição da fragmentação em uma paisagem. A extensão descreve o quanto da área original foi fragmentada, incluindo habitats perdidos. Os padrões de fragmentação descrevem geometricamente os formatos dos fragmentos. A extensão e os padrões da fragmentação têm forte influência nos efeitos sofridos pela fragmentação. Fragmentos menores, com menor área de interior (núcleo ou área core) e com formas mais irregulares, com uma maior área de borda estão mais susceptíveis aos efeitos de borda.

## Causas
As causas da fragmentação, em geral, são resultantes de mecanismos de perturbações ambientais, com alterações físicas, químicas e biológicas. Esses mecanismos podem ser naturais (desastres naturais) ou antropogênicos (como exploração madeireira, agricultura, estruturas lineares e ocupação humana). A identificação das causas da fragmentação é um ponto chave para a Biologia da Conservação, especialmente se as causas são antropogênicas. As diferentes causas levam a diferentes padrões de fragmentação da paisagem, e a matriz não-natural deve ser levada em consideração para efeito dos cálculos de conservação.

## Consequências
- Alta mortalidade das espécies de determinado fragmento devido a mudanças abióticas, bióticas ou indiretas (ecologia).
- Diminuição na qualidade do habitat, levando a menores taxas de sobrevivência e reprodução: declínio populacional.
- Consequências do aumento da matriz na migração das subpopulações, levando ao isolamento e diminuição da variabilidade genética.
- Diminuição na possibilidade de recolonização com a aproximação da extinção local das populações de espécies afetadas.
- Perda de diversidade taxonômica, genética e funcional (isto é, perda de biodiversidade) local e dos serviços ecossistêmicos (serviços ambientais)

## Medidas mitigatórias
São medidas que ajudam a prevenir impactos negativos ou reduzir a magnitude dos mesmos, sejam organizadas por ação direta ou indiretamente praticadas ou provocadas por indivíduos ou organizações.

### Corredores ecológicos
O corredor ecológico é um instrumento de gestão em situações críticas, com o objetivo de garantir a manutenção dos processos ecológicos em áreas fragmentadas ou em unidades de conservação, como uma conexão, permitindo a dispersão de espécies, a recolonização de áreas degradadas, o fluxo gênico e a viabilidade de populações que demandam mais do que o território de uma unidades de conservação para sobreviver.

### Trampolins (Stepping-stones)
São pequenas áreas de habitat dispersas pela matriz que podem conectar fragmentos isolados, facilitando, para algumas espécies os fluxos entre manchas. Esse intercâmbio pode auxiliar uma espécie com o aumento na variabilidade genética, na busca por alimentos e na dispersão de sementes.  

### Zonas de amortecimento
São áreas no entorno de fragmentos protegidos destinados a minimizar as conseqüências do efeito borda ao estabelecer uma gradatividade na separação entre os ambientes da área protegida e da matriz. Também impede que atuações antrópicas interfiram prejudicialmente na manutenção da diversidade biológica. 

### Manejo da paisagem
O manejo das áreas protegidas e de Reserva Legal pode ser feito em conjunto, com a integração dos gestores e donos das terras. Quando há consenso quanto a melhor forma de manejo dos fragmentos, estes tendem a tornarem-se maiores e mais eficientes no que diz respeito a conservação da biodiversidade.

### Replantio
O replantio da vegetação nativa é uma medida eficiente a longo prazo, porém de alto custo. Não há medida que seja mais eficiente para manutenção da biodiversidade local do que recuperar a área com base em sua composição anterior às modificações antrópicas.